# Василеостровский район
Василеостро́вский райо́н — административно-территориальная единица, один из четырёх центральных районов Санкт-Петербурга.

## География района
Территория района включает в себя два крупных острова, разделенные небольшой рекой Смоленкой: Васильевский остров и остров Декабристов, а также небольшой Серный остров.
Общая площадь района составляет 2,15 тыс. га, это один из самых маленьких по площади районов Санкт-Петербурга.
Площадь зеленых насаждений 118 га, из которых: 51 га кладбища (самое крупное — Смоленское); остальная часть зеленых насаждений приходится на Румянцевский, Опочинский и Шкиперский сады, сад Декабристов, два небольших парка, а также скверы.
Общая протяженность улиц района — 90 км. Площадь дорожного покрытия 198 га.
До декабря 2016 года в период летней навигации во время разводки мостов на Неве на несколько часов сухопутная связь с другими районами Санкт-Петербурга полностью прерывалась. В декабре 2016 года открыт центральный участок Западного скоростного диаметра, что обеспечило возможность круглосуточного транспортного сообщения с остальной территорией города.

## История

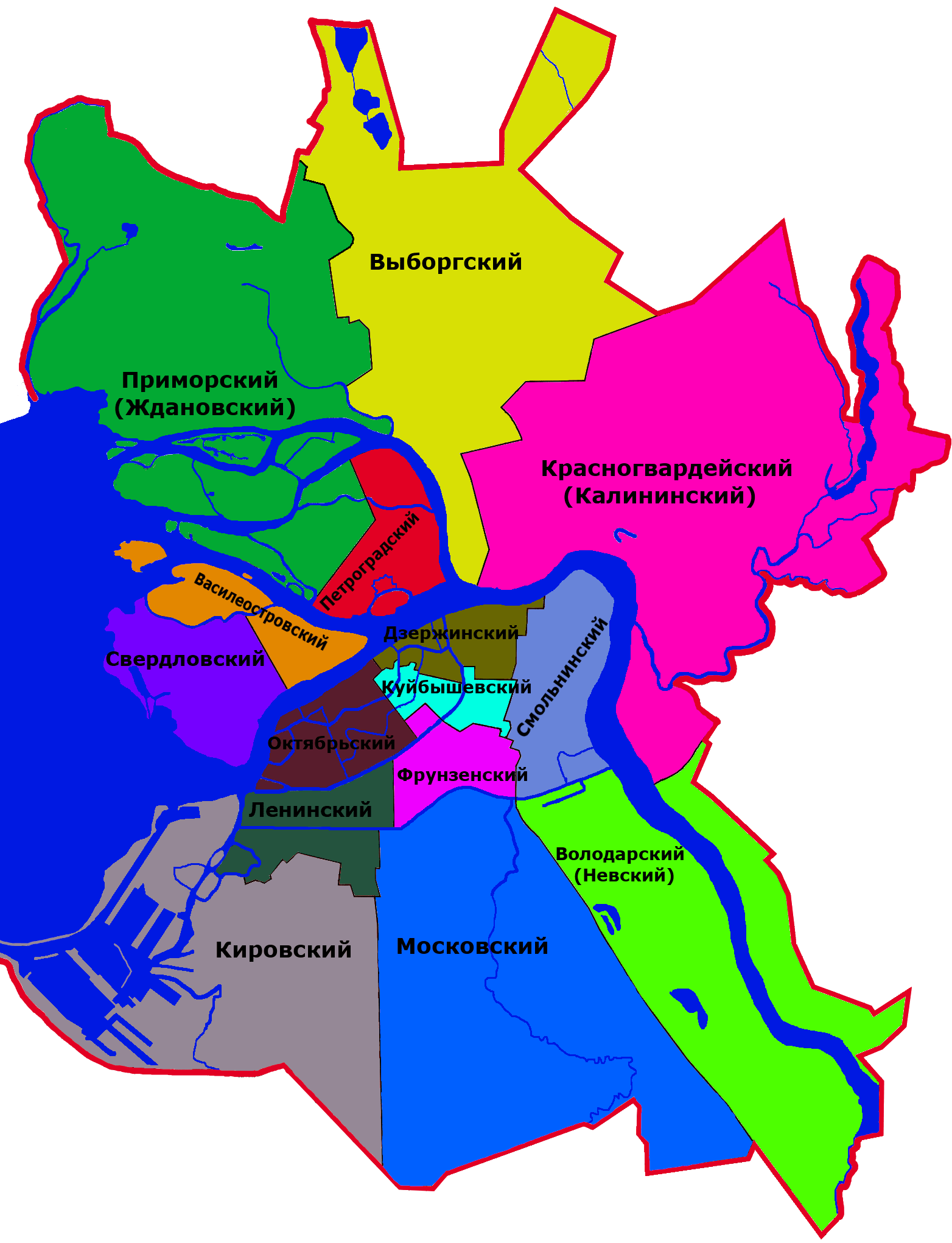
Административно-территориальное деление Ленинграда на 1936 год. Границы Василеостровского района с 1936 по 1961 год.

Василеостровский был одним из первых 15 районов, образованных в Петрограде в марте — мае 1917 года.
9 апреля 1936 года из Василеостровского района был выделен Свердловский район, граница между Василеостровским и Свердловским районами проходила по 12-й и 13-й линиям В.О. (12-я линия и территория к востоку от неё, а также острова Декабристов, Вольный и Серный относились к Василеостровскому району, 13-я линия и западнее — к Свердловскому).
1 июня 1961 года Свердловский район был упразднен, а его территория вновь была присоединена к Василеостровскому району.

## Внутригородские муниципальные образования
В границах Василеостровского района Санкт-Петербурга располагаются 5 внутригородских муниципальных образований со статусом муниципальных округов:
| № | Флаг | Герб | Статус ВМО | Название ВМО       | Дата присвоения | Бывшее № название | Площадь, км² | Население, чел. (2025 г.) |
| - | ---- | ---- | ---------- | ------------------ | --------------- | ----------------- | ------------ | ------------------------- |
| 1 |      |      | мун. округ | № 7                |                 | МО № 7            | 4,33         | ↗36 749                   |
| 2 |      |      | мун. округ | Васильевский       | 19.05.2008      | МО № 8            | 2,41         | ↗31 937                   |
| 3 |      |      | мун. округ | Гавань             | 15.03.2004      | МО № 9            | 3,20         | ↗41 719                   |
| 4 |      |      | мун. округ | Морской            | 17.06.1998      | МО № 10           | 1,80         | ↗36 676                   |
| 5 |      |      | мун. округ | Остров Декабристов | 16.04.2010      | МО № 11           | 6,28         | ↗61 639                   |

## Улицы

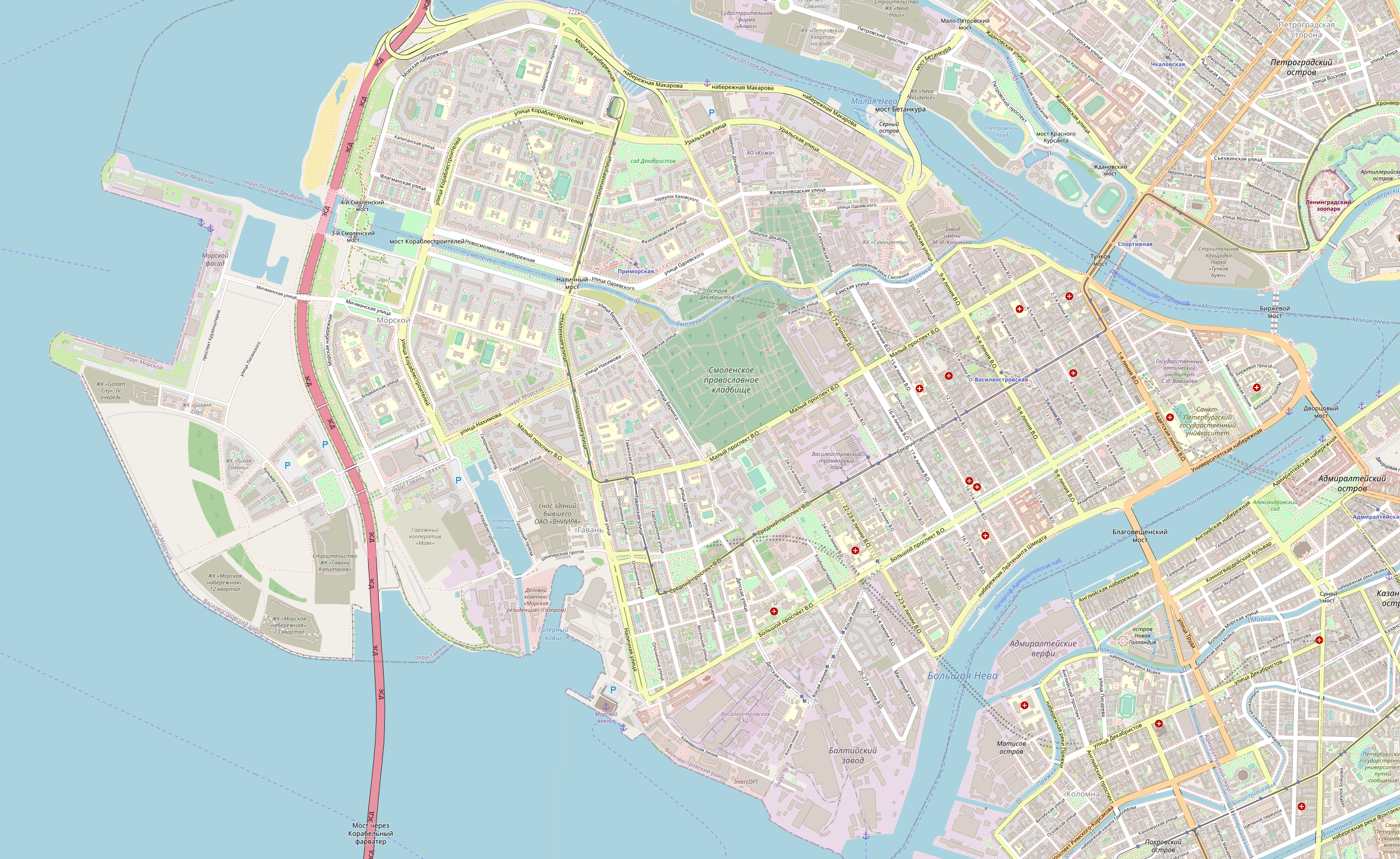
Василеостровский район

В Василеостровском районе имеется:
- 34 линии;
- 21 улица;
- 5 проспектов;
- 17 переулков;
- 3 проезда;
- 8 площадей;
- 8 набережных;
- 1 проток.

## Население
| 1939     | 2002     | 2009     | 2010     | 2012     | 2013     | 2014     |
| -------- | -------- | -------- | -------- | -------- | -------- | -------- |
| 155 594  | ↗199 692 | ↘194 682 | ↗203 058 | ↗206 419 | ↗210 249 | ↗211 048 |
| 2015     | 2016     | 2017     | 2018     | 2019     | 2020     | 2021     |
| ↗211 132 | ↘208 734 | ↗209 188 | ↗209 587 | ↘208 713 | ↘207 482 | ↗209 733 |
| 2023     | 2024     | 2025     |          |          |          |          |
| ↘206 680 | ↘205 398 | ↗208 720 |          |          |          |          |

По результатам переписи 2002 года, в промышленности занято около четверти (25 %) работающего населения. Дети и подростки составляют 16 %, люди трудоспособного возраста — 58 %, пенсионного возраста — 26 %.
Плотность населения составляет — 11 260 человек на квадратный километр, по этому показателю Василеостровский район на одном из первых мест в России.
Национальный состав
По итогам переписи населения 2020 года проживали следующие национальности (национальности менее 0,1 % и другое см. в сноске к строке «Другие»):
| Национальность | Численность, чел. | Доля     |
| -------------- | ----------------- | -------- |
| Русские        | 174 030           | 82,98 %  |
| Украинцы       | 1223              | 0,58 %   |
| Татары         | 776               | 0,37 %   |
| Белорусы       | 610               | 0,29 %   |
| Армяне         | 596               | 0,28 %   |
| Евреи          | 460               | 0,22 %   |
| Узбеки         | 423               | 0,20 %   |
| Азербайджанцы  | 418               | 0,20 %   |
| Китайцы        | 407               | 0,19 %   |
| Грузины        | 360               | 0,17 %   |
| Таджики        | 326               | 0,16 %   |
| Казахи         | 297               | 0,14 %   |
| Другие         | 29 807            | 14,22 %  |
| Итого          | 209 733           | 100,00 % |